# راي لونغو
راي لونغو (بالإنجليزية: Ray Longo)‏ هو مدرب فنون قتالية مختلطة ومؤدي حيل وممثل.